# Gary Holt

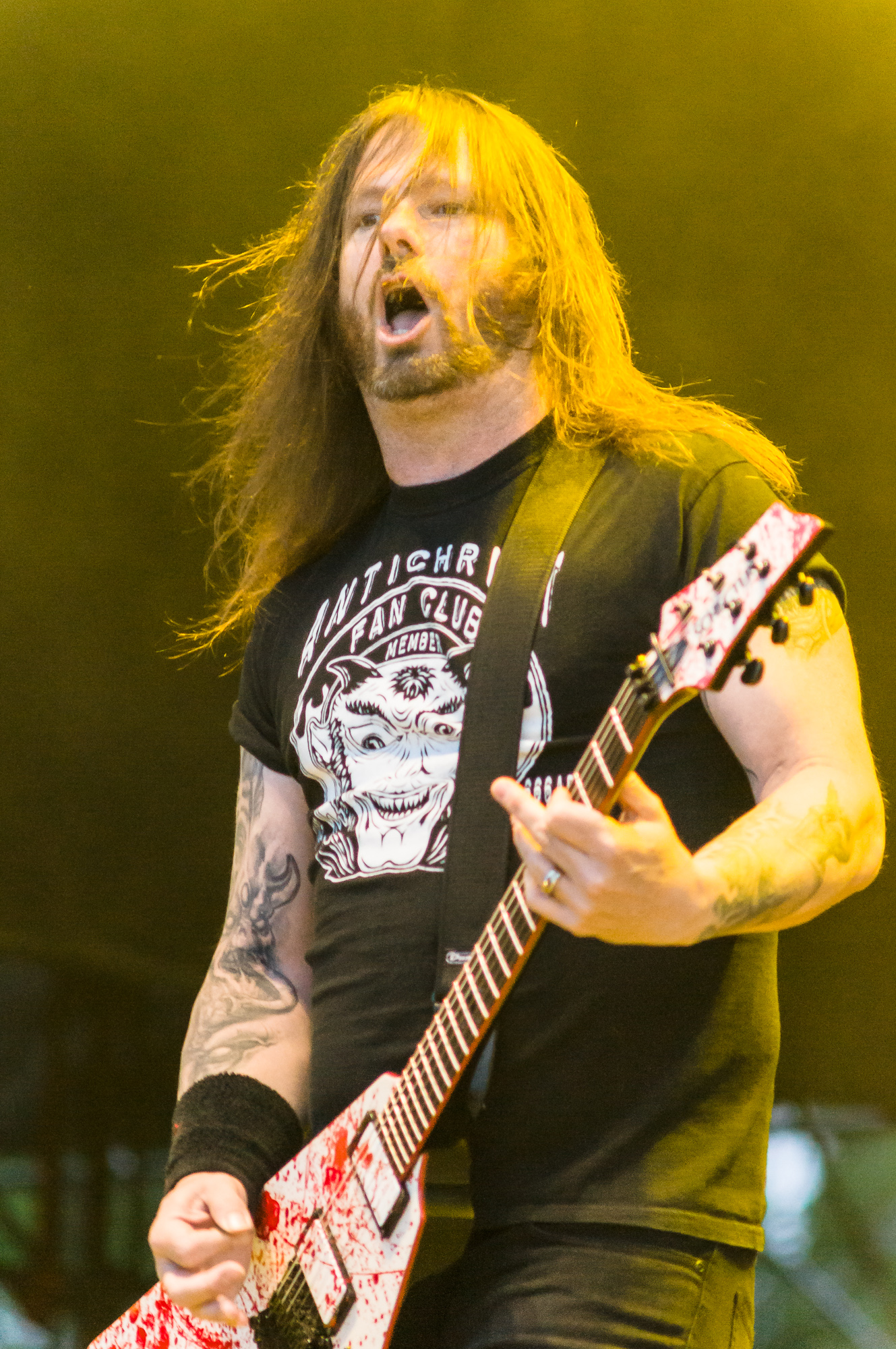
Gary Holt a Blood Spatter névre keresztelt gitárján játszik egy 2012-es Slayer-koncerten.

Gary Wayne Holt (Richmond, Kalifornia, 1964. május 4. –) amerikai gitáros, az amerikai Exodus thrash metal együttes fő dalszerzője és gitárosa. A Slayer nevű együttesben ő vette át a 2013-ban elhunyt Jeff Hanneman gitáros helyét. Először 2011. február 12-én jelentette be a Slayer, hogy ideiglenesen Holt veszi át Hanneman helyét. Holt is játszott a Slayerben a Big 4 koncerten 2011. április 23-án, majd Hanneman 2013. május 2-án bekövetkező halála óta, Holt a Slayer gitárosa Kerry King mellett. Játéka a 2015-ben megjelent Repentless albumon is hallható.
Saját zenekara az Exodus, ahol nemcsak fő dalszerző, hanem ő írja a szövegek nagy részét is, valamint a produceri munkálatokból is gyakran kiveszi a részét. Társa az 1983 és 1992 közötti időszakban Rick Hunolt volt, aki a 2004-es Tempo of the Damned című visszatérő albumon is játszott. Kettejük párosa nagymértékben meghatározta az együttes hangzásvilágát, legendássá vált duójuk számtalan együttesre volt hatással. A rajongók által kapták meg a H-team elnevezést, mely a Holt–Hunolt nevek kezdőbetűire utal.
A Slayer-beli kötelezettségei révén, egyre kevesebb időt tud szánni saját zenekarára, ezért a koncerteken Kragen Lum gitáros szokta helyettesíteni.

## Zenei pályafutása
A Kalifornia államban található Richmond városban nőtt fel, nővére és négy fiútestvére társaságában.Középiskolás koráig paleontológus szeretett volna lenni, rockzene iránti rajongása testvérei hatására alakult ki, akik előszeretettel hallgattak Van Halen-, Thin Lizzy-, Ted Nugent-, Aerosmith- és AC/DC-lemezeket.1981-ben került kapcsolatba az Exodus együttessel, ekkor még Kirk Hammett felszerelését segítette színpadra állítani, majd a gitáros hatására ő is elkezdett pengetni.Ekkoriban már olyan zenék voltak rá hatással, mint a Diamond Head, a Raven, az Angel Witch vagy a Venom. A gitárosok közül Ritchie Blackmore, Michael Schenker, Angus Young, Tony Iommi , Uli Jon Roth, Matthias Jabs és Ted Nugent voltak a kedvencei.
Tim Agnello gitáros 1981-ben való távozása után Holt lett az együttes másik gitárosa. Kirk Hammett 1983-ban a Metallica tagja lett, helyére Rick Hunolt került. Így az Exodus első albumán az 1985-ben megjelent Bonded by Blood albumon már a legendássá vált H-team (Holt–Hunolt) játéka volt hallható. Az együttes 1993-as feloszlásáig öt nagylemezt adott ki, melyeken Gary Holt írta nemcsak a dalokat, de a dalszövegek túlnyomó többségét is. Emellett gyakran kiveszi a részét a produceri munkálatokból is.
Az 1993-as feloszlást követően egy Wardance nevű zenekart hozott létre, mely groove/thrash metalt játszott, nagylemezt azonban nem készített. Itt Tom Hunting az Exodus dobosa is vele játszott, valamint az a Jack Gibson basszusgitáros is, aki 1997 óta az Exodus tagja.
Az Exodus 1997-ben kiadott egy koncertlemezt Another Lesson in Violence címmel, a tényleges visszatérést jelentő Tempo of the Damned album pedig 2004-ben jelent meg. Ugyan az együttest számos tagcsere sújtotta pályafutása során, Holt a továbbiakban is megmaradt az együttes fő zeneszerzője, producere és vezetője. Rick Hunolt 2004-ben kiszállt, helyére a Heathen gitárosa Lee Altus került.
2005-ben vendégeskedett a Hypocrisy együttes aktuális albumán egy dal erejéig, majd 2008 októberében kiadott egy A Lesson in Guitar Violence című oktató DVD-t, amely elmondása szerint rajongói kérésre készült el.2008-ban és 2009-ben további vendégszerepléseknek tett eleget, így felbukkant a Destruction, a Warbringer, valamint a Heathen együttesek albumain is. 2010-ben a Witchery nevű svéd együttes albumán vendégeskedett, majd 2011. február 12-én jelentették be a hírt, hogy Holt fogja pótolni a Slayerben a betegeskedő Jeff Hannemant. Holt is játszott a Slayerben a Big 4 koncerten 2011. április 23-án, valamint látható volt a  Fun Fun Fun Fest nevű fesztiválon is a Texas államban található Austin városban.
Hanneman halála után is Holt maradt a Slayer gitárosa. A 2014-ben megjelent Exodus-album a Blood In, Blood Out turnéján, így Kragen Lum pótolta, sok rajongó, valamint a korábbi Exodus-énekes Rob Dukes nemtetszését kiváltva. 2015-ben szerepelt a Slayer Repentless albumán, a dalszerzési munkálatokban azonban nem vett részt. A stúdióban mindössze egyetlen napot töltött, a lemezre pedig kilenc gitárszólót játszott fel.
2015-ben felbukkant a számtalan metalzenészt magában foglaló Metal Allegiance supergroupban, ahol a formáció nevét viselő debütáló albumon volt hallható.
2018 decemberében édesapja halála miatt félbehagyta az aktuális Slayer-turnét, helyére a Machine Head egykori gitárosa Phil Demmel került. Holt 2019 márciusától az év végi feloszlásig azonban már ismét a Slayer tagságát erősítette. Holt a Slayer feloszlása óta újra teljes egészében az Exodusra koncentrál.

## Magánélet
Felesége Lisa Perticone, valamint két lány édesapja. A család harmadik lánya, Perticone egy korábbi kapcsolatából származik. Szabadidejében szívesen kertészkedik, valamint rajong a hüllőkért is. Otthonában kígyók, gyíkok is találhatóak a kutyák és a macskák mellett.Szívesen nézi a különféle kábeltelevíziós hírcsatornákat, nyomon követve az amerikai politika történéseit. Dalszövegeiben rendszeresen hangot ad nemtetszésének, ami az amerikai politikai eseményeket illeti, több dalszövege miatt élesen bírálták zenekarát. 
Ateista nézeteket vall, több dalszövegében is kritizálja a szervezett vallásokat, valamint az amerikai és a globális médiát. A 2010-ben megjelent Burn, Hollywood, Burn című  dalban gyűlöletét fejezi ki a valóságshow-k által futószalagon gyártott celebek iránt, 2015-ben pedig egy póló által fejezte ki ellenszenvét Kim Kardashian és testvérei iránt. A ruhadarabon a "Kill the Kardashians" ("Öljétek meg Kardashianékat") felirat volt olvasható, melyet elmondása szerint azért vett fel, mert utálja Kardashianékat. „Nem az zavar, hogy sok pénzük van, hanem az, hogy teljesítmény nélkül lettek sztárok.”
Saját elmondása szerint már az Exodus korai időszakában is drogproblémákkal küzdött, azonban a 2000-es évek elejére sikeresen le tudta győzni szenvedélyét. A kábítószerekről, valamint azok emberre gyakorolt hatásáról több Exodus-dalban is kifejtette véleményét, elmondása szerint 2002 decembere óta nem nyúlt drogokhoz.
2017 októbere óta vegán.

## Hangszer, felszerelés
Pályafutása elején egy Fender Stratocaster típusú gitáron játszott, majd Ibanez, B.C. Rich, Jackson, Bernie Rico Jr., és Yamaha gitárok is megfordultak a kezei között. Ezt követően kezdett Schecter gitárokat használni, saját szériája a Blood Spatter nevet kapta, mely úgy néz ki, mintha vérrel lenne lefröcskölve.
A Schecter gitárokról váltott 2014 szeptemberében az ESP gitárokra. A Schecternél töltött évekhez hasonlóan, itt szintén a saját igényei által kialakított hangszereken játszik. A Gibson Les Paul-fazonú gitárok fix húrlábas és tremolokaros verzióban is kaphatóak, melyekben rendre EMG 81/89 R hangszedőszett található. A hangszedők Holt kérésére általában piros színűek, gitárjaira pedig rendre Dunlop húrokat szokott tenni.
Érdekesség az a 2016-ban gyártott ESP gitár, melyet Vincent Castiglia készített Holt számára. A hangszer különlegessége, hogy Gary Holt vérével lett lefestve. Holt 18 fiolányi vért adott Castiglia számára, akinek szakterülete az emberi vérrel való festés. A hangszerből csak egy példány készült, a testét egy ördögi teremtmény arca díszíti, a hangszedőkön pedig három-három római számmal írt VII-es látható.
A Slayer koncerteken Marshall Silver Jubilee erősítőt használ, míg az Exodus soraiban egy ENGL Savage 120 erősítő van mögötte. Korábban egy némiképp módosított Marshall JCM800, egy Marshall JVM, valamint egy Peavey Triple XXX szolgáltatta a hangot. Mielőtt a Slayerben elkezdte volna használni a Marshall Silver Jubilee erősítőt, ugyanazokon a DSL100H és Marshall JVM típusokon játszott, mint Jeff Hanneman.
Számos effektpedált használ, 2019-ben limitált példányban jelent meg saját modellje a KHDK által készített "Paranormal" overdrive-pedál.

## Diszkográfia
Exodus
- 1982 1982 Demo
- 1985 Bonded by Blood
- 1987 Pleasures of the Flesh
- 1989 Fabulous Disaster
- 1990 Impact Is Imminent
- 1991 Good Friendly Violent Fun
- 1992 Lessons in Violence
- 1992 Force of Habit
- 1997 Another Lesson in Violence
- 2004 Tempo of the Damned
- 2005 Shovel Headed Kill Machine
- 2007 The Atrocity Exhibition… Exhibit A
- 2008 Let There Be Blood
- 2010 Exhibit B: The Human Condition
- 2014 Blood In, Blood Out

Slayer
- 2015 – Repentless[17]

Asylum
- 1990 Asylum (Demo)

Destruction
- 2008	D.E.V.O.L.U.T.I.O.N.

Heathen
- 2009	The Evolution of Chaos

Hypocrisy
- 2005	Virus

Laughing Dead
- 1990	Demo 1990 (Demo)

Metal Allegiance
- 2015  Metal Allegiance [Gift of Pain][18]

Panic
- 1991	Epidemic

Tantara
- 2012 Based On Evil

Under
- 1998	Under (EP)

Warbringer
- 2009 Waking into Nightmares

Witchery
- 2010	Witchkrieg

## Fordítás
- Ez a szócikk részben vagy egészben  a   Gary Holt (musician) című angol Wikipédia-szócikk ezen változatának fordításán alapul.  Az eredeti cikk szerkesztőit annak laptörténete sorolja fel. Ez a jelzés csupán a megfogalmazás eredetét és a szerzői jogokat jelzi, nem szolgál a cikkben szereplő információk forrásmegjelöléseként.